# Idade de ouro do alpinismo

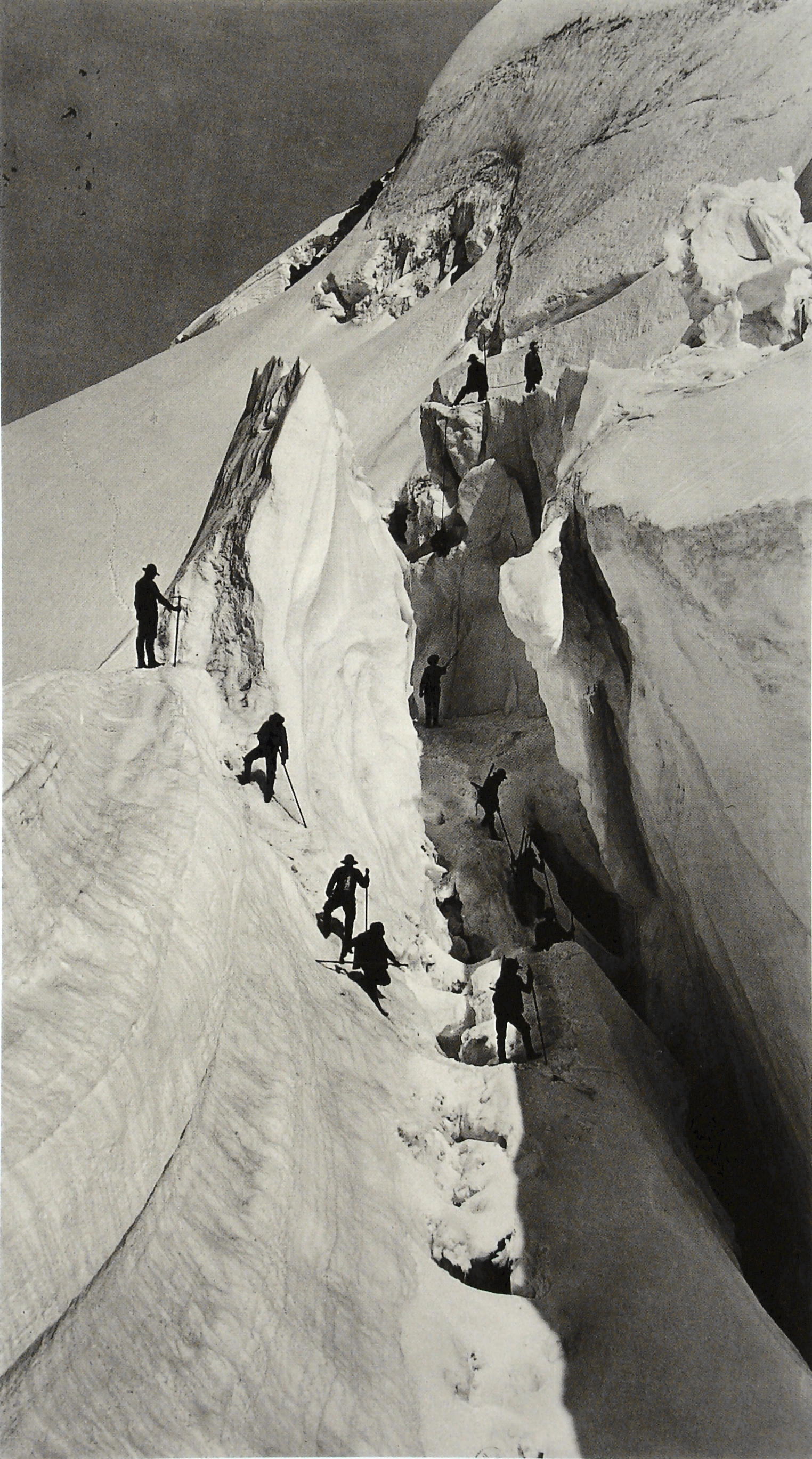
Os irmãos Bisson em 1862

O alpinismo nasce no século XIX, quando prioritariamente a classe aristocrática inglêsa começa a interessar-se pelos desportos de inverno em geral e pelo alpinismo em particular, vindo passar férias àquilo que se tornaram verdadeiras estâncias de inverno como Zermatt, Megève, Chamonix e mesmo Lausana.
A Idade de ouro do alpinismo é geralmente dividida em dois períodos que na realidade correspondem a duas gerações de alpinistas e correspondentes guia de alta montanha.

## Primeira geração
A chamada primeira geração é a dos pioneiros como o cristaleiro Jacques Balmat que entrou na história do alpinismo, quando este deixou de ser só montanhismo, ao chegar ao cume do Monte Branco com o doutor Paccard a 8 de Agosto de 1786 e antes de o fazer com aquele que lhe havia dado vontade de se tornar aquilo que se chamaria depois um guia de alta montanha, o geólogo e físico genebrino Horace-Bénédict de Saussure que queria medir a altura do Monte Branco e tinha oferecido uma boa recompensa a quem atingisse primeiro a cume desse monte.
Dessa geração, podem enumerar-se na:
- escola francesa; Michel Croz, Jean Arlaud, Jean Deudon...
- escola italiana; Mario Piacenza, Vittorio Sella ...
- escola suíços; Ulrich Kaufmann, Christian Almer e Ulrich Almer ...

## Segunda geração
A segunda geração é a dos anos 1920 em diante com nomes como: Gérard Herzog e Maurice Herzog, Henry de Ségogne, entre muitos outros, e mesmo os  alpinistas cineastas como Jacques Ertaud.
Ligeiramente mais tarde apareceu perto de Paris aquilo a que se chamou o Grupo de Bleau, por se irem treinar na floresta de Fontainebleau, e dos quais faziam parte, entre outros entre outros; Pierre Allain, Jean Deudon, Marcel Ichac, Jean Carle, etc.